# Ecaterina Abraham
Ecaterina Abraham (n. 1909)n. secolul al XX-lea – d. secolul al XX-lea) a fost soția lui Petre Borilă (Iordan Dragan Rusev). În  Raportul Tismăneanu este calificată drept „o comunistă militantă de origine evreiască”. Fiica lor, Iordana Borilă (1946 - 2017) a fost căsătorită cu Valentin Ceaușescu și au avut un băiat Daniel., .
Ecaterina Abraham-Borilă a fost membru al Comitetului Central al PMR/PCR (1948-1969), al Biroului Politic (1952-1965), al Comitetului Executiv al CC al PCR (1965-1969) și vicepreședinte al Consiliului de Miniștri (1954-1965).. Ecaterina Abraham-Borilă a fost decorată cu Ordinul Steaua RPR (1948), Ordinul Muncii (1959) și Ordinul Tudor Vladimirescu (1971).

## Vezi și
- Lista membrilor Comitetului Central al Partidului Comunist Român